# Til min egen dreng
Til min egen dreng (Deens voor Aan mijn eigen jongen) is een compositie van Niels Gade. Het is een toonzetting van een gedicht van Ludvig Bødtcher. Gade schreef het toen hij al wat ouder was.